# Federação Portuguesa de Orientação
A Federação Portuguesa de Orientação é o órgão que gere a Orientação em Portugal. Tem a sua sede em Marinha Grande.
A Associação Portuguesa de Orientação, criada em 1987, deu origem à fundação da actual Federação em Novembro de 1990. Na mesma altura, aderiu à Federação Internacional de Orientação (I.O.F) que gere este desporto a nível mundial.
Tem participado regularmente nos Campeonato Mundiais desta modalidade desportiva e em outros eventos internacionais.
Os corpos gerentes da Federação Portuguesa de Orientação são eleitos por escrutíneo directo dos seus associados.
Anualmente, organiza diversas provas de Orientação das quais se destacam:
- Taça de Portugal Pedestre
- Taça de Portugal de Orientação em BTT
- Taças FPO Pedestre (Continente e Madeira)
- Taça FPO Ori-BTT